# PLPP3
PLPP3 (англ. Phospholipid phosphatase 3) – білок, який кодується однойменним геном, розташованим у людей на короткому плечі 1-ї хромосоми.  Довжина поліпептидного ланцюга білка становить 311 амінокислот, а молекулярна маса — 35 116.
| 10         |  | 20         |  | 30         |  | 40         |  | 50         |
| ---------- |  | ---------- |  | ---------- |  | ---------- |  | ---------- |
| MQNYKYDKAI |  | VPESKNGGSP |  | ALNNNPRRSG |  | SKRVLLICLD |  | LFCLFMAGLP |
| FLIIETSTIK |  | PYHRGFYCND |  | ESIKYPLKTG |  | ETINDAVLCA |  | VGIVIAILAI |
| ITGEFYRIYY |  | LKKSRSTIQN |  | PYVAALYKQV |  | GCFLFGCAIS |  | QSFTDIAKVS |
| IGRLRPHFLS |  | VCNPDFSQIN |  | CSEGYIQNYR |  | CRGDDSKVQE |  | ARKSFFSGHA |
| SFSMYTMLYL |  | VLYLQARFTW |  | RGARLLRPLL |  | QFTLIMMAFY |  | TGLSRVSDHK |
| HHPSDVLAGF |  | AQGALVACCI |  | VFFVSDLFKT |  | KTTLSLPAPA |  | IRKEILSPVD |
| IIDRNNHHNM |  | M          |  |            |  |            |  |            |

A: Аланін

C: Цистеїн

D: Аспарагінова кислота

E: Глутамінова кислота

F: Фенілаланін

G: Гліцин

H: Гістидин

I: Ізолейцин

K: Лізин

L: Лейцин

M: Метіонін

N: Аспарагін

P: Пролін

Q: Глутамін

R: Аргінін

S: Серин

T: Треонін

V: Валін

W: Триптофан

Кодований геном білок за функціями належить до гідролаз, фосфопротеїнів. 
Локалізований у клітинній мембрані, мембрані, апараті гольджі.